# Alv Knutsson (Tre Rosor)
Alv Knutsson (Tre Rosor), född cirka 1420, död 1496, var riddare och riksråd i Norge. Han var en av sin tids största jordägare i riket.
Alv Knutsson var son till den svenske adelsmannen Knut Jönsson (Tre Rosor). Knut Jönsson grundade den svenska adelsätten Tre Rosor. Knut gifte sig med den norska fru Agnes Alvsdotter, som var arvinge till Giske- och Sudreimgodsen (Norges största gods). Alv Knutsson fick dessa egendomar i arv. Brodern Jöns fick den svenska lotten efter Knut Jonsson. Alv Knutsson gifte sig 1457 med Magnhild Oddsdatter (cirka 1425–1499), änka efter Bengt Harniktsson. Genom äktenskapet fick han godset Grefsheim på Hedmarken.
Alv Knutsson innehade ett antal viktiga ämbeten under sin livstid. Som riksråd ägnade sig inte så mycket åt rikspolitiken utan föredrog troligen att sköta sina egendomar. Mycket tyder dock på att han 1448 stödde Karl Knutssons kandidatur som norsk kung och att han var en av de 15 som dubbades till riddare av Karl 1449. Hans ovänskap och fejd med riddaren och riksrådet Hartvig Krummedike är känd. Fiendskapen gick i arv till deras söner Odd och Knut och Henrik Krummedike.
Barn:
- Knut Alvsson (Tre Rosor) Svenskt riksråd. Född 1457, död 1502 (dräpt).
- Odd Alvsson (Tre Rosor). Född 1460, död 1497.
- Karine Alvsdotter